# Tim Cooney

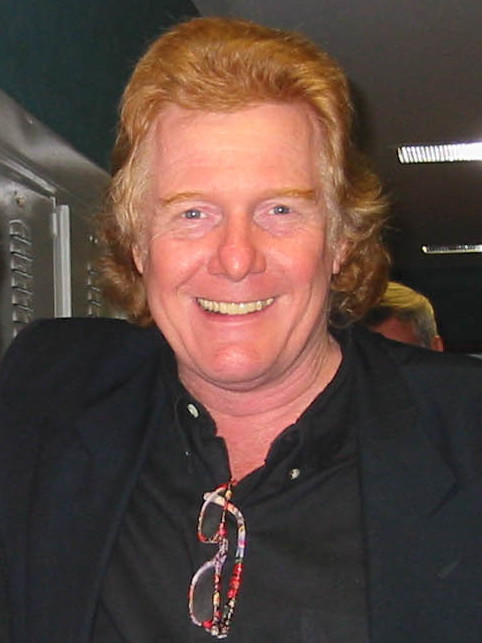
Tim Cooney (2007)

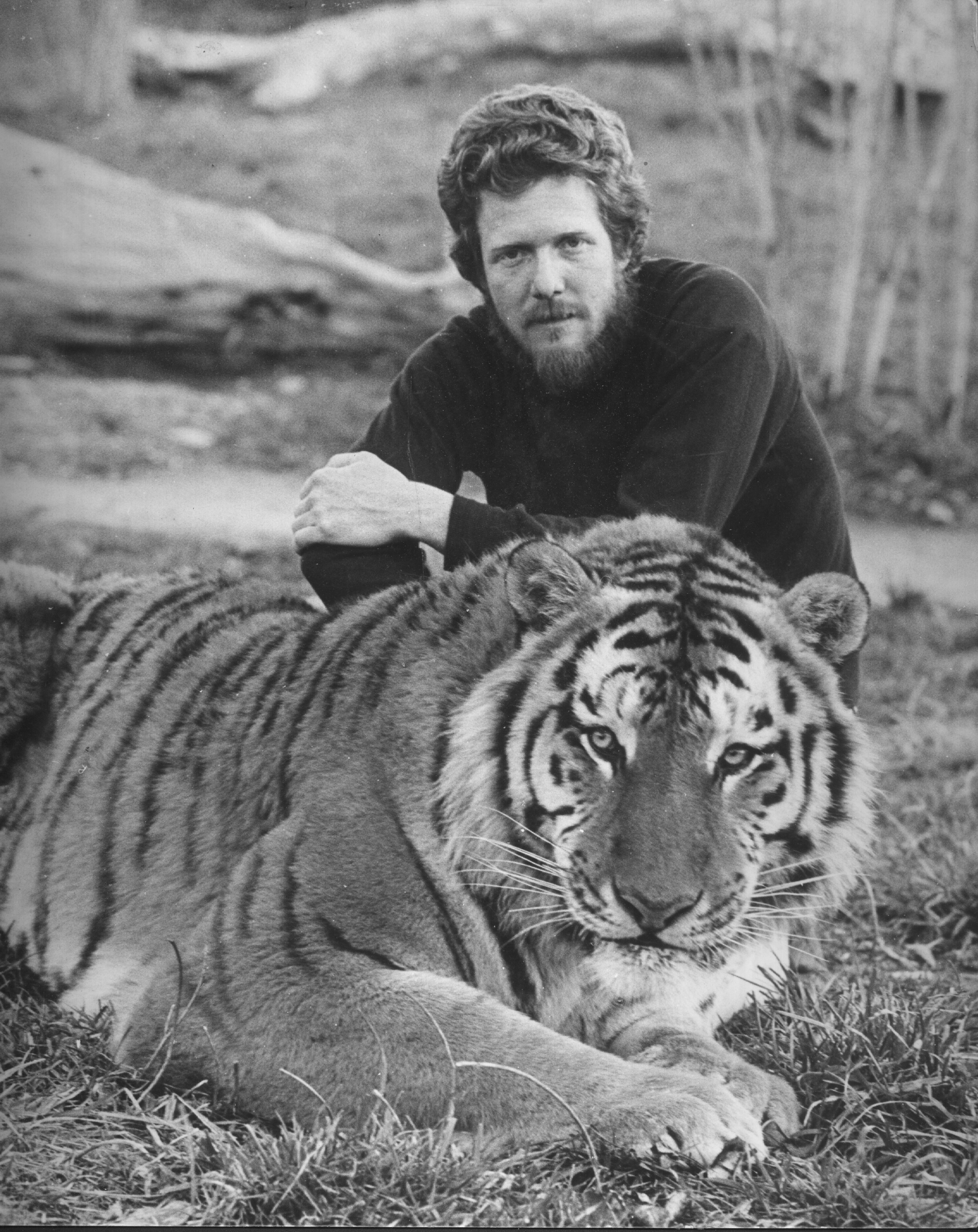
Tim Cooney mit Tiger (1978)

Tim Cooney (* 14. Juni 1951) ist ein US-amerikanischer Tontechniker.

## Leben
Tim Cooney wuchs im kalifornischen Van Nuys auf. Da er eine Musikerkarriere anstrebte, verließ er mit 15 Jahren sein Elternhaus und lebte danach mit anderen Musikern zusammen. Nach dem Abschluss der Highschool ging er nach Charleston, wo er sich einer Gruppe anschloss, die eine tägliche Comedy- und Musiksendung im morgendlichen Fernsehprogramm zeigte. Als der Vertrag der Gruppe gekündigt worden war, begann Cooney als Zirkusclown zu arbeiten und besuchte das Ringling Brother’s Clown College. Nachdem er dort einen Abschluss erlangt hatte, trat er ein weiteres Jahr als Clown auf, bevor er sich stattdessen dem Trainieren von Elefanten für Showauftritte zuwandte. Er verließ den Zirkus und arbeitete drei Jahre für den Zoo im Forest Park in St. Louis. Durch die Betreuung von Elefanten an Sets von Filmen wie Roar – Die Löwen sind los (1981), kam er in Kontakt zur Filmbranche. Dort begann er zunächst als Boom Operator für die Universal Studios zu arbeiten, bevor er zunehmend als Production Sound Mixer tätig wurde. In dieser Funktion war er an einer Reihe von Kinofilmen, beginnend 1983 mit Das fliegende Auge, und TV-Serien beteiligt. Für seine Arbeit als Production Sound Mixer bei dem Actionfilm Cliffhanger wurde er 1994 für einen Oscar in der Kategorie Bester Ton nominiert. Nominierungen für je einen Primetime Emmy Award im Bereich Outstanding Sound Mixing brachte ihm die Mitarbeit an den Serien Mord ist ihr Hobby (1986) und China Beach (1989) sowie dem Fernsehfilm Buffalo Soldiers (1998) ein.
Cooney ist verheiratet und lebt in Dumaguete City auf den Philippinen.

## Filmografie (Auswahl)
- 1983: Das fliegende Auge (Blue Thunder)
- 1984–1988: Mord ist ihr Hobby (Murder, She Wrote; Fernsehserie)
- 1990: Stirb langsam 2 (Die Hard 2)
- 1990: Ford Fairlane – Rock ’n’ Roll Detective (The Adventures of Ford Fairlane)
- 1991: Die blonde Versuchung (The Marrying Man)
- 1993: Demolition Man
- 1993: Cliffhanger – Nur die Starken überleben (Cliffhanger)
- 1995: Ritter der Dämonen (Tales from the Crypt: Demon Knight)
- 1995: Durchgeknallt und auf der Flucht (Bushwhacked)
- 1996: Jetzt mischen sie die Highschool auf (D3: The Mighty Ducks)
- 1997: Der 100.000 $ Fisch (Gone Fishin’)
- 1997: Fletcher’s Visionen (Conspiracy Theory)
- 1997: Buffalo Soldiers (Fernsehfilm)
- 1998: Lethal Weapon 4
- 1998: Die letzten Tage (The Last Days)
- 1999: Deep Blue Sea
- 2001: Joyride – Spritztour
- 2002: Wir waren Helden (We Were Soldiers)
- 2002: The Salton Sea
- 2004: The Punisher
- 2004: Paparazzi
- 2005: Beauty Shop
- 2006: Eine Nacht mit dem König (One Night with the King)
- 2008: The Shield – Gesetz der Gewalt (The Shield, Fernsehserie)
- 2008–2011: Sons of Anarchy (Fernsehserie)
- 2009–2010: Community (Fernsehserie)
- 2010: The Event (Fernsehserie)

## Publikationen
- Work in movies?: are you crazy? Trafford Publishing, Bloomington 2009, ISBN 978-1-4269-1532-1.